# John Rodgers (1er baronnet)
Pour les articles homonymes, voir John Rodgers.
John Charles Rodgers, 1er baronnet (5 octobre 1906 — 29 mars 1993) est un homme politique conservateur britannique.

## Biographie
Rodgers fait ses études à la St Peter's School, à York, en France et à Oxford. Il devient chercheur en histoire moderne à Oxford puis rejoint le personnel de l'Université de Hull. Il entre ensuite dans le secteur privé en devenant vice-président de l'agence de publicité J. Walter Thompson. Pendant la Seconde Guerre mondiale, il travaille au ministère des Affaires étrangères, au Département du commerce extérieur (en tant que directeur de la planification d'après-guerre) et au ministère de la Production. Il travaille ensuite dans les affaires, voyage beaucoup et devient président du British Market Research Bureau. Il est membre du Conseil consultatif général de la British Broadcasting Corporation de 1945 à 1952.
Rodgers est député de Sevenoaks de 1950 à 1979. Il est secrétaire parlementaire privé de David Eccles en 1951 et secrétaire parlementaire de la Chambre de commerce de 1958 à 1960.